# HMS Royalist (89)
Pour les autres navires du même nom, voir HMS Royalist.
Le HMS Royalist est un croiseur léger de classe Dido en service dans la Royal Navy pendant la Seconde Guerre mondiale. En 1946, le croiseur est prêté à la Royal New Zealand Navy, devenant le HMNZS Royalist.

## Historique

### Royal Navy
Officiellement mis en service en septembre 1943, le croiseur connait des problèmes techniques qui retardent son arrivée au combat. Ce n'est que le 30 mars 1944 que le croiseur connait son baptême du feu. Le croiseur rejoint la Home Fleet basé à Scapa Flow, afin de participer à l'opération Tungsten à Altafjord, des raids contre le cuirassé allemand Tirpitz. Après avoir couvert avec le Sheffield les porte-avions d'escorte Emperor et Striker (en) dans des raids contre la navigation littorale allemande, le Royalist subit des travaux d'entretien et de préparation à son futur rôle, à savoir celui de navire-amiral du Task Group 88.1, un groupe occasionnel engagé en Méditerranée pour l'opération Dragoon, le débarquement de Provence dont le jour J est prévu pour le 15 août 1944. Il arrive en Méditerranée en juillet, retrouvant le croiseur Delhi mais aussi les porte-avions d'escorte Attacker, Emperor, Khedive, Searcher et Pursuer (en). Le Royalist va essentiellement servir à la direction de la chasse pour couvrir la zone du débarquement. Retiré de l'opération Dragoon le 28 août 1944, le Royalist rallie la mer Égée pour contrer l'évacuation des îles par les allemands. Le 15 septembre, accompagné du HMS Teazer, il coulé les transports KT4 et KT26 au large du cap Spatha.
Il rallie Alexandrie le 30 octobre 1944 où il est décidé de l'envoyer au sein de l'Eastern Fleet dans l'océan Indien.

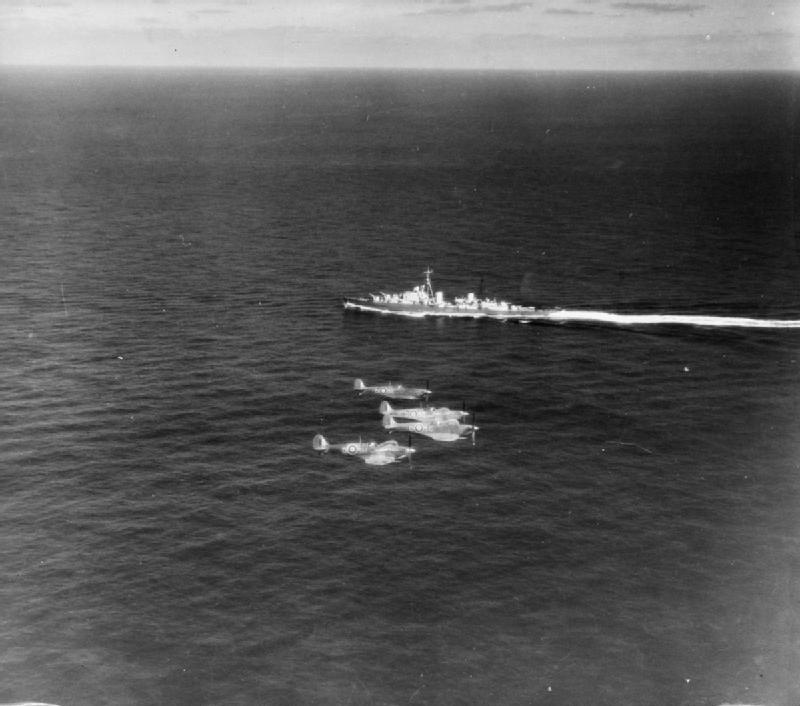
Quatre Supermarine Seafire du escadron aéronaval survolant le HMS Royalist pendant un vol d'entraînement au large de l'Égypte (mi-1944).

Après avoir passé la fin de l'année dans le bassin oriental de la Méditerranée, le croiseur est immobilisé en janvier 1945 pour des travaux d'entretien et de remise en état. Le transit en direction de Ceylan et de Trincomalee a lieu en février, le croiseur étant affecté à la 21e division de porte-avions en mars 1945. Il participe ainsi à l'opération Dracula, le débarquement mené à proximité de Rangoun (Birmanie), le HMS Royalist opérant avec son sister-ship HMS Phoebe pour couvrir les porte-avions d'escorte Hunter, Stalker, Emperor et Khedive (20-30 avril 1945). En compagnie d'une force alliée conséquente — les cuirassés Queen Elizabeth et Richelieu, le croiseur lourd Cumberland, le croiseur léger néerlandais Tromp et huit destroyers sont déployés —, il participe à des opérations de recherche et destruction des navires japonais qui tentaient d'évacuer Nicobar et les îles Andaman. Il assure ensuite la couverture des porte-avions bombardant Car Nicobar (opération Mire) puis enchaîne par l'opération Balsam, la couverture des raids aériens sur Sumatra des porte-avions d'escorte Stalker, Khedive et Ameer, couverture assurée avec le croiseur lourd Suffolk. Des opérations de reconnaissance aérienne sont également menés.
La fin imminente de la guerre annula une série de débarquements amphibies en Malaisie (opération Zipper) auquel le Royalist aurait participé. Il couvrira bien des débarquements, mais il s'agira uniquement de reprendre possession des colonies et de désarmer les unités japonaises encore présentes. Il est présent le 11 septembre 1945 à la cérémonie de reddition des japonais à Singapour.
L'écrivain écossais Alistair MacLean a opéré sur le Royalist pendant la Seconde Guerre mondiale. Il s'est inspiré de son expérience vécue à bord pour écrire son premier roman à succès, le HMS Ulysses, ainsi que pour certaines de ses œuvres.

### Royal New Zealand Navy

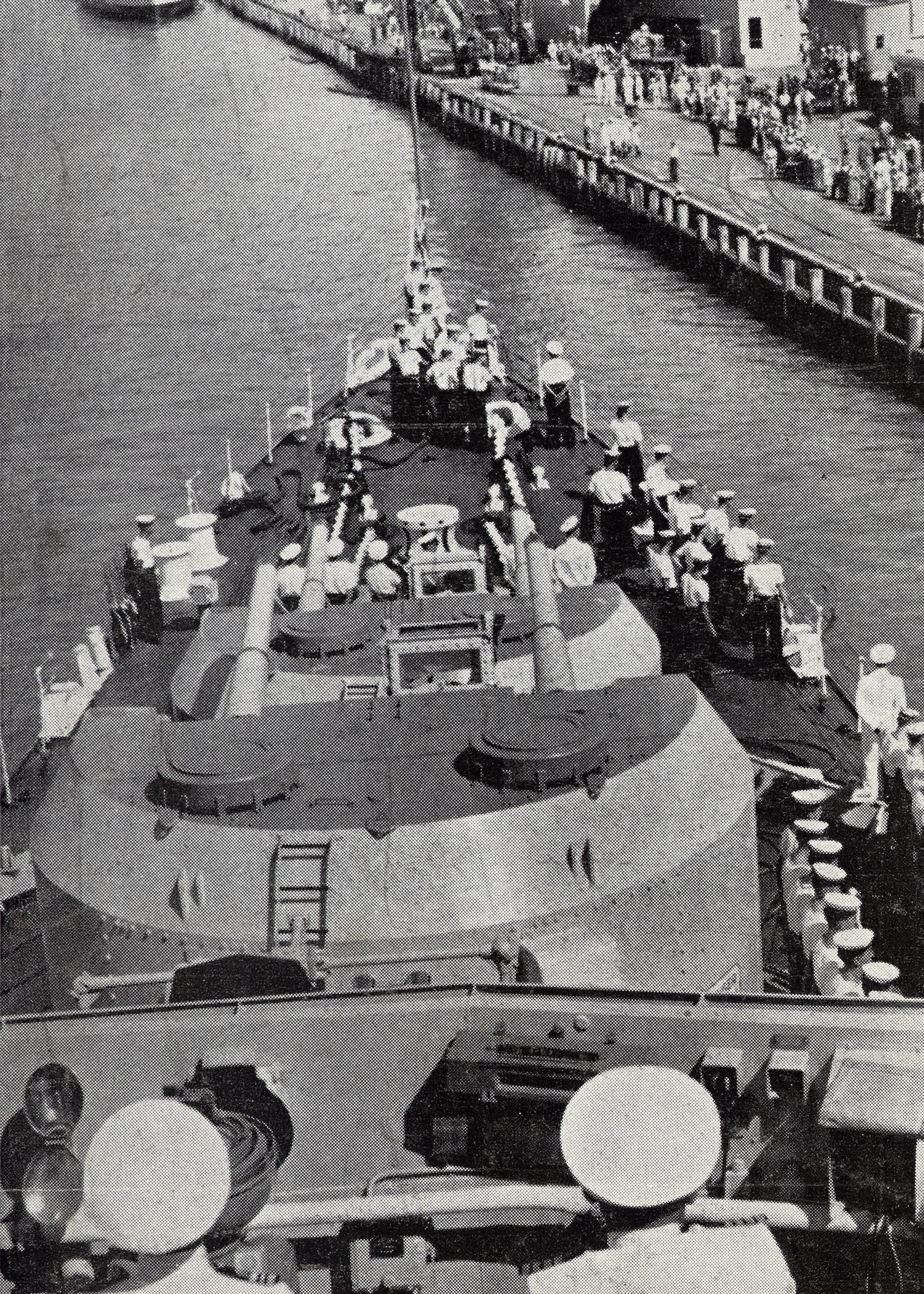
Le HMNZS Royalist accostant la base navale de Devonport, à Auckland (1956).

Il rentre quelques mois plus tard en Grande-Bretagne, étant mis en réserve en janvier 1946. Dix ans plus tard, il est sorti de réserve et transféré à la marine néo-zélandaise. La modernisation du Royalist a été annoncée dans le cadre d'un programme maritime dans le contexte des tensions en Corée. Le navire est officiellement remis à la Marine royale néo-zélandaise le 9 juillet 1956. Après des exercices dans les eaux britanniques, le Royalist opère avec les forces britanniques en Méditerranée alors que la flotte attendait la possibilité d'une action contre les forces aériennes égyptiennes pendant la crise de Suez. Il sert principalement de piquet radar et de navire de direction d’aéronefs pour les appareils Canberra de la RAF et des avions embarqués Sea Hawk et Sea Venom de la RN.
Au début de 1957, le Royalist participe à des exercices avec le porte-avions australien HMAS Melbourne. Le croiseur effectue deux missions de bombardement en 1957-1958 pendant l'insurrection communiste malaise contre des zones terroristes présumées dans le sud-est de Johore, tirant environ 240 obus. Lors d'exercices antiaériens avec la flotte britannique d'Extrême-Orient de 1956 à 1957, le Royalist surclassa les croiseurs de la classe Town, abattant cinq cibles sans équipage Meteor, et de nombreuses cibles remorquées immédiatement après avoir ouvert le feu. En 1962, il subit de graves dommages en traversant la baie de Tasman à grande vitesse, pour se rendre à un match entre les Wallabies et les All Blacks à Eden Park. Le croiseur opère ensuite avec la flotte britannique d'Extrême-Orient, lors de trois déploiements en 1963, 1964 et 1965.
Après dix ans de service sous le nouveau pavillon, il est retiré du service le 4 juin 1966. Le croiseur est rendu à son ancien propriétaire en 1967 qui le fait démolir à Osaka, au Japon, à compter de 1968.

## Évolution de l'armement
Le HMS Royalist est modifié immédiatement après sa mise en service en navire-amiral de groupe de porte-avions (escort carrier squadron flagship) avec l'embarquement de deux affûts doubles supplémentaires en plus des quatre canons de 20 mm embarqués à sa mise en service.
Après la guerre, le Royalist devait être modernisé de manière importante mais il est vendu à la Nouvelle-Zélande et tous les travaux ne sont pas menés à bien.
Des plans sont dressés pour le moderniser avec quatre affûts doubles de 76 mm ou des canons de 114 mm Mark 6. Ces projets furent finalement abandonnés en raison d'un manque d'espace et de la nécessité d'embarquer de nouvelles turbines ce qui faisait exploser les coûts. Les modernisations furent donc menées à minima.